# Víctor Guzmán (Fußballspieler, 2002)
Víctor Andrés Guzmán Olmedo (* 7. März 2002 in Tijuana) ist ein mexikanischer Fußballspieler, der beim Erstligisten Club Tijuana unter Vertrag steht. Der Innenverteidiger ist seit Januar 2020 mexikanischer U20-Nationalspieler.

## Karriere

### Verein
Der in Tijuana geborene Víctor Guzmán schloss sich im Jahr 2014 der Jugendabteilung des Club Tijuana an. Am 22. Januar 2020 debütierte er beim 1:0-Auswärtssieg gegen Atlético San Luis in der Copa MX für die erste Mannschaft, als er in der 75. Spielminute für Jordan Silva eingewechselt wurde. Dieser Einsatz blieb sein einziger in der Saison 2019/20. Am 26. Juli 2020 (1. Spieltag der Apertura) debütierte Guzmán beim 3:1-Heimsieg gegen Atlas Guadalajara in der höchsten mexikanischen Spielklasse, als er von der Verletzung des paraguayischen Neuzugangs Jorge Aguilar profitierte und als sein Ersatz in die Startformation rückte. In dieser Partie erregte er vor allem durch seine Haarschnitt Aufmerksamkeit, welcher an die legendäre Frisur des Ronaldo bei der Weltmeisterschaft 2002 erinnerte. Auch in den nächsten Ligaspielen vertraute Cheftrainer Pablo Guede regelmäßig auf die Dienste Guzmáns und stellte ihn regelmäßig auf.

### Nationalmannschaft
Zum Jahresende 2019 nahm er mit der mexikanischen U17-Nationalmannschaft an der U17-Weltmeisterschaft 2019 in Brasilien teil. Dort drang er mit der Auswahl bis ins Endspiel vor. Im Halbfinale gegen die Niederlande verwertete er im Elfmeterschießen den entscheidenden Strafstoß. Im Finale unterlag man jedoch Brasilien mit 1:2.
Seit Januar 2020 ist er für die mexikanische U20-Nationalmannschaft aktiv.